# Jardim do Rei Dinamarquês

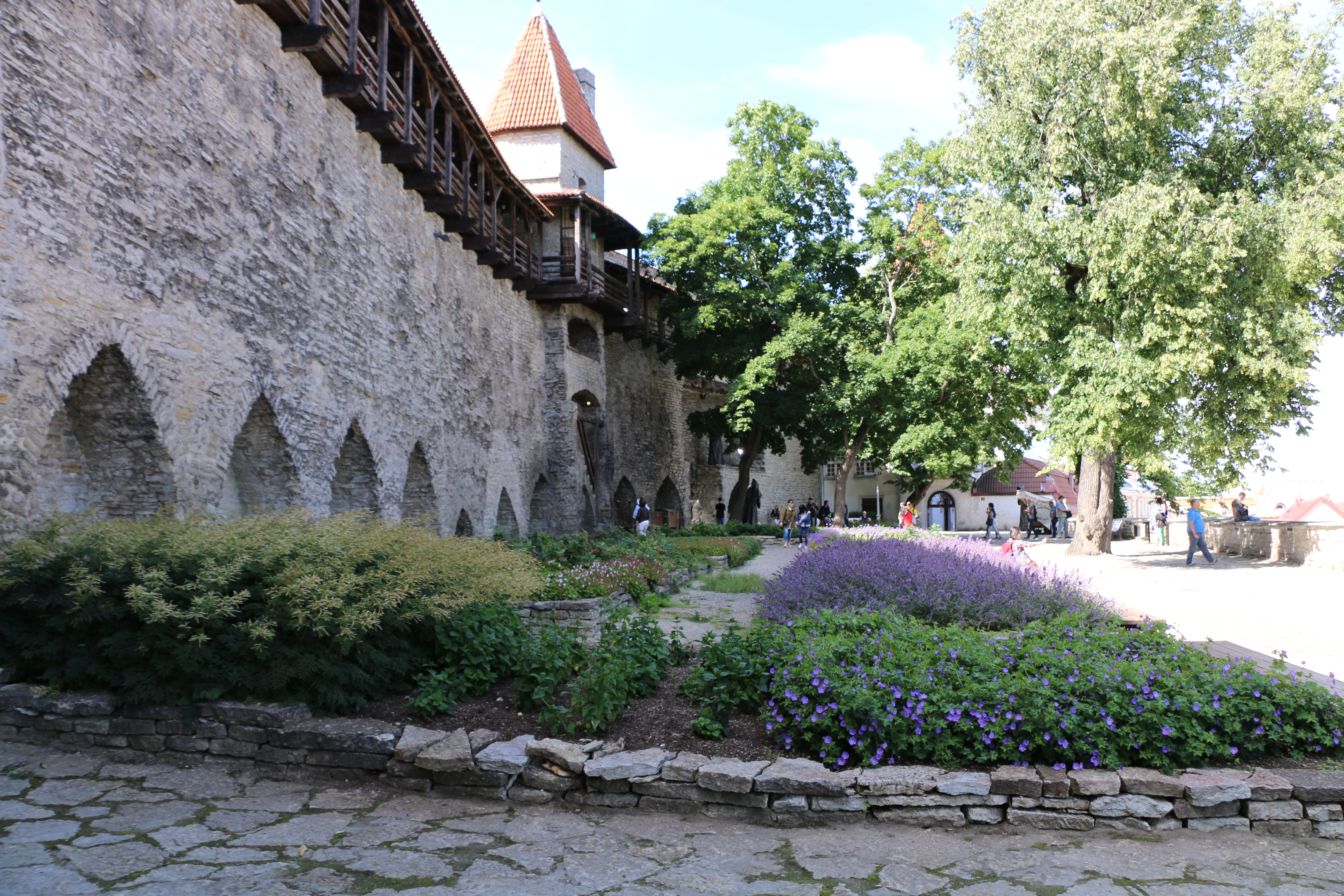
Jardim do Rei Dinamarquês

Jardim do Rei Dinamarquês (em estoniano:  Taani kuninga aed) é um parque na cidade velha de Tallinn, na Estónia.
O parque é o local onde nasceu a bandeira dinamarquesa Dannebrog. Todos os anos, no dia 15 de junho, Dannebrog ou o Dia da Bandeira da Dinamarca é celebrado no jardim.
O nome do parque deriva do reinado dinamarquês, que durou em Tallinn e no norte da Estónia por mais de cem anos, principalmente durante o século XIII.